# パブリック・アドレス
パブリック・アドレス（英: public address）とは、一般に英語で放送設備を意味する。略してPA（ピーエー）とも呼ばれ、電気的な音響拡声装置の総称である。しばしば、これらのオペレータに対してもPAと呼ぶこともある。また公衆伝達（こうしゅうでんたつ）と呼ばれることもあるが、あまり一般的ではない。

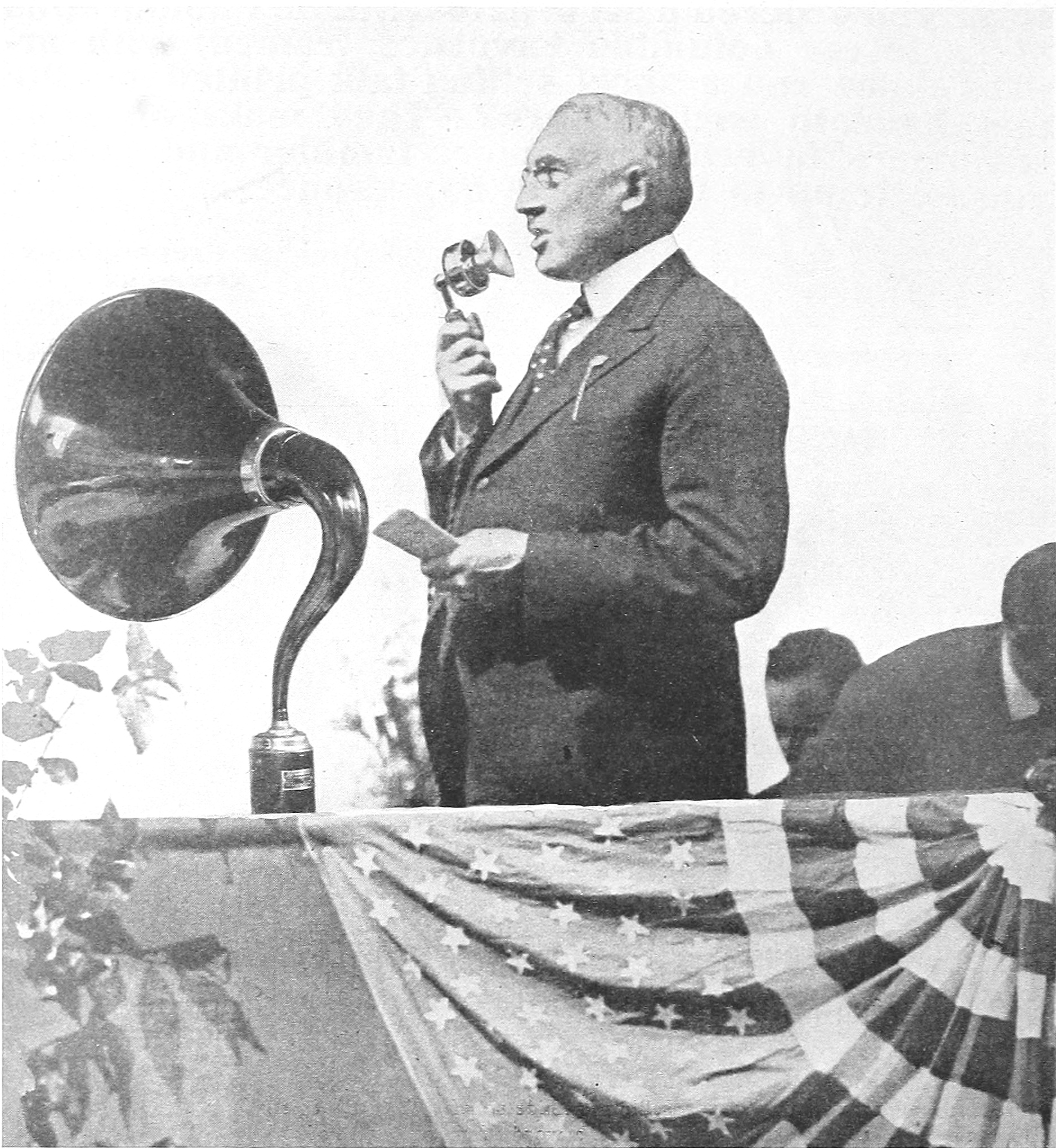
初期のマグナヴォックス製PA装置（1921年）

## 概要
語源であるPublic AddressのAddressには「演説」という意味があり、1917年にアメリカ合衆国でピーター・ジェンセン（英語）がダイナミック・スピーカーの特許を元に設立したマグナヴォックス社の電気拡声装置に始まる。これが政治に利用されたのは街頭演説での使用であり、1919年にはウッドロウ・ウィルソン大統領が庁舎前の広場でPA装置を使って演説するなど、公会堂に入りきらない大勢の人々にも演説する機会をもつこととなった。またヒトラー（宣伝全国指導者はヨーゼフ・ゲッベルス）はプロパガンダを行う際に拡声装置を重要視したことで知られており、ホーン型より遠くまで音声の届く方式として平面型のブラットハラー スピーカー（ドイツ語）も使用された。
PA装置が一番大きな飛躍を遂げるのは1927年に映画館でトーキーが始まって以降であり、それまでオーケストラで伴奏していた千人規模の映画館でも巨大なPA装置が使用されるようになった。1930年代後半にはハモンドオルガンをはじめとする電子オルガンも実用化されており、野球場でのアナウンスと並行して演奏するようになった。音楽コンサートでの使用は、1940年代にジャズのビッグバンドに混ざってボーカルやエレキギターの拡声に使われるようになってからであり、1960年代のロックの発展に伴い全ての楽器をスピーカーで拡声するようになった。
以降、デパート、学校など施設内のアナウンスに用いられたり、閉鎖空間でのスピーチの補助から、野外での数十万人の観衆に対する音楽イベントの拡声まで幅広く普及しており、その目的はいずれも大人数に音声情報を伝達するものである。
最近では一定規模以上かつ多チャンネルを使用するコンサートなどのシステムを指して
SR（Sound Reinforcement）とも言うようになっている。
これらは目的に応じて、施設に設置されている固定の設備で運用することもあれば、その都度会場に仮設する設備を搬入設置して運用する場合もある。音楽や大規模イベント等の商業的な発展に伴い、一度の興行でより多人数を収容する会場で演奏するニーズの高まりとともに対応する機材の開発と運用技術が進化し、各種イベントにおける重要性が高まっている。
呼称は本項目でもいくつか挙げているが「PA」が最も広く一般に普及しており、例えばNTTのビジネスタウンページではオペレータや機材レンタル業者を「PA」で検索することができる（正規の掲載先は「放送設備・技術」）。

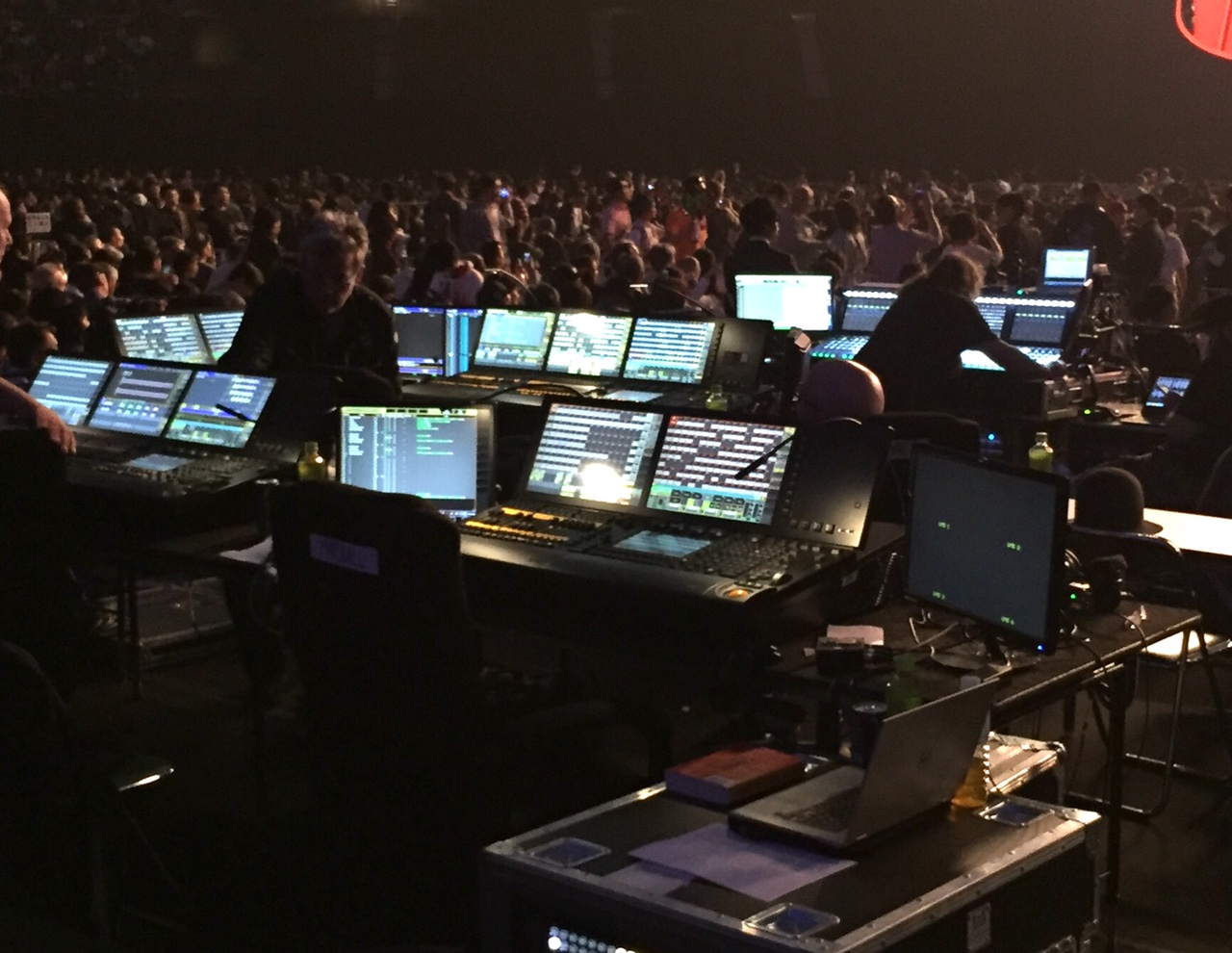
大規模なコンサートPAおよび照明のコントロールブース。前方にAvid社のデジタルコンソールが見える。

### PAとSR
Public Address（公衆伝達）とSound Reinforcement（公的な訳語がなく略称の「SR」で通用　強いて言えば「音声増強」）は、明確な基準ではないものの、実務者の間では両者に一定の違いがあると考えられている。以下に一例を説明する。
PAとは拡声装置全般である（これにはSRも含まれている）。ある集団がいた場合に、その集団のいずれにも、同一のメッセージを伝達する事を目的とする。これは例えばスーパーマーケットでタイムサービスの特売を知らせたり、火災発生時に施設内の集団を避難誘導したりする用途である。このため、全体的に一定の音圧で音声メッセージを、他の騒音に負けない充分な音量で、死角を生まずに聞かせることが重要である。必ずしもステレオやHi-Fiのような音質および仕様は要求されない。他に選挙カー、トランジスタメガホンもPAに含まれる。
SRと称される場合、舞台音響のように入力される音声チャンネルが多くなり、出力もステレオまたはサラウンド化されたり、大規模会場であっても隅々まで音質を均一化することが要求される。
そのため、アンプ、スピーカーの高効率化と高性能化が図られたり、入出力間の音質の差を縮小させるためにスピーカーとアンプの間にプロセッサを搭載したものも見られる。またリハーサルと本番では聴衆の有無や室内の温湿度、機材の稼働時間などが音質に影響するため、本番中の音響を測定してリアルタイムに補正することで時間の変化に影響されにくいシステムが構築されている。
ドーム球場やアリーナと呼ばれる会場では、観客席の広さに対応するため舞台付近に設置されるスピーカの他、より聴衆に近い場所にスピーカが設置されることもある。この場合、同時に音声を出力すると伝達時間の差により音質に影響が出るので、音響の伝達経路（シグナルパスと呼ばれる）に配慮してディレイをかけることが多い。

## 要求される仕様
一般に民生用機器ではなく業務用機器であり、（ラインレベルやインピーダンスといった業界の違いによるデファクトスタンダードの違いの他に）以下のような点も民生用のオーディオ機器とは異なる。
最大の違いは堅牢性にある。コンサートの本番中や火災発生時などにトラブルが起きては本来の用途に適さない。したがって、音質よりも大音量で鳴らし続けても破損しにくく、高温・高湿でも劣化しにくいことが求められる。野外で使用されるものについては雨天での使用ができるよう防水・防滴処理がされたものもある。業務用機器はコンサートやイベントなどで暫定設置されることが多いので、コネクタなどの端子類が表側に出ていることが多い（家庭で使われるオーディオ機器は、表は操作部で、端子類は見えない裏側に集約されている）。配線も非常に長くなり、劣悪な電気的な環境の場所で使われるので、ノイズに強いバランス伝送が使われる。移動する事を考えられており、頑丈なハンドルや蓋が付いている物がある。　現場での設置が分かりやすいように、キャビネット表面に動きが分かる簡易的な回路図が書かれている物もある。
また学校や施設の館内放送設備では、停電など外部インフラの停止によって利用できなくなってもまずいことから、非常用の放送機能は無停電電源（蓄電池）や非常用発電機からの電力で動作する様になっていたり、あるいは自動火災報知設備と機能が統合されていることもある。増幅後のスピーカーへの伝送は「ハイインピーダンス伝送」という方式が採用されることが多い。民生用では８Ω前後のローインピーダンスで低めの電圧と高い電流で信号が伝送されるが、館内放送は、高めの電圧と低い電流で伝送される。スピーカーユニットへは並列に接続され、内部の変圧器で電圧が下げられ、スピーカーへ伝送される。内部のスピーカーは民生用と同じ低いインピーダンスである。